# Parti de la justice (Derryn Hinch)
Pour les articles homonymes, voir Parti de la justice.
Le Parti de la justice de Derryn Hinch, plus communément connu sous le nom de Parti de la justice, est un parti politique australien, enregistré pour les élections fédérales depuis le 14 avril 2016. Le parti porte le nom de son fondateur, Derryn Hinch, une personnalité médiatique australienne.
Axé sur les réformes du système judiciaire, il croit en une approche stricte des lois pénales, qui « met les victimes au-dessus des criminels ». Le parti fait campagne pour prioriser les peines d'emprisonnement au détriment de la réhabilitation et la libération sous caution, ainsi que des restrictions plus sévères quant à la libération conditionnelle. L'anti-pédophilie constitue une autre partie importante de l'idéologie du parti, en raison des antécédents de Hinch concernant la nomination d'auteurs présumés de crimes sexuels.
À la suite des élections fédérales de 2019, le parti n'occupe plus de siège au Sénat. Il perd le siège obtenu en 2016 après avoir obtenu 6,05% des voix dans l’État de Victoria.

## Contexte
Hinch a annoncé ses ambitions politiques en octobre 2015, tout en restant animateur de son programme hebdomadaire Hinch Live, une décision soutenue par Sky News Live. Hinch a démissionné de son poste le 24 avril 2016, disant aux téléspectateurs que le programme entrait dans une "semi ou une pause permanente" en fonction du succès de son parti. La plate-forme électorale du Parti de la Justice est centrée sur la lutte contre la pédophilie, l'intransigeance sur les délits et les crimes et en faveur d'une "réforme" de la liberté conditionnelle/sous caution,.
En juin 2016, le parti a contesté la décision de la Commission électorale australienne de refuser au Parti de la justice et à d'autres micro-partis le droit d'afficher leur logo distinctif sur les bulletins de vote du Sénat. L'affaire doit être tranchée par le Tribunal administratif d'appel.

## Élections fédérales australiennes de 2016
Le Parti de la Justice a présenté des candidats pour obtenir des sièges au Sénat dans tous les États d'Australie, ainsi que six candidats pour obtenir des sièges à la Chambre basse, lors des élections fédérales de 2016. Derryn Hinch était le principal candidat du parti pour représenter l’État de Victoria au Sénat. Hinch a réussi à obtenir un dixième (sur 12) des sièges représentant Victoria. Aucun autre candidat du Parti de la Justice n'a été élu.
Âgé de 72 ans, Hinch est le plus ancien parlementaire fédéral à être élu.

### Parlement fédéral
| Sénat |         |      |        |     |
| Année | Voix    | %    | Sièges | +/– |
| 2016  | 266 607 | 1,93 | 1 / 76 | 1   |
| 2019  | 105 459 | 0,72 | 0 / 76 | 1   |